# Combretum capituliflorum
Combretum capituliflorum är en tvåhjärtbladig växtart som beskrevs av Edward Fenzl och Georg August Schweinfurth. Combretum capituliflorum ingår i släktet Combretum och familjen Combretaceae. Inga underarter finns listade i Catalogue of Life.